# Zeuctoboarmia viverra
Zeuctoboarmia viverra là một loài bướm đêm trong họ Geometridae.